# Гатауллин, Самат Самигуллович
Самат Самигуллович Гатауллин (10 июля 1929 — 2012) — советский работник нефтяной промышленности, мастер подземного ремонта скважин, Герой Социалистического Труда.

## Биография
Родился 10 июля 1929 года в деревне Верхняя Мактама Альметьевского района Татарской АССР.
В 1944 году, после окончания семилетки, начал работать в местном колхозе им. Вахитова. За труд в годы Великой Отечественной войны был награждён медалью «За доблестный труд в период Великой Отечественной войны 1941—1945 гг.». После войны служил в Советской армии и после службы поступил в нефтепромысловое управление «Альметьевнефть» (1953 год). Работал оператором, освоил многоскважное обслуживание, одним из первых приступил к переводу скважин на механизированный способ добычи нефти. В 1968 году стал бригадиром, а затем мастером службы ремонта скважин. Достижения бригады экспонировались на ВДНХ СССР, а Самат Гатауллин был награждён золотой, серебряной и бронзовой медалями выставки. В 1977 году коллектив Гатауллина завоевал звание «Лучшая комсомольско-молодёжная бригада Министерства нефтяной промышленности».
Кроме производственной, занимался общественной деятельностью, избирался депутатом Альметьевского городского Совета, депутатом Верховного Совета СССР 9-го созыва, был наставником молодёжи. В Национальном архиве Республики Татарстан имеются материалы, посвящённые Самату Гатауллину.

## Награды
- В 1981 году С. С. Гатауллину было присвоено звание Героя Социалистического Труда с вручением ордена Ленина (за выдающиеся производственные достижения в выполнении заданий X пятилетки).
- Также был награждён вторым орденом Ленина (1971), орденом Трудового Красного Знамени (1975) и медалями.
- «Почётный нефтяник НГДУ „Альметьевнефть“» (1976), «Лучший организатор производства и воспитатель коллектива» (1977), Занесён в Книгу трудовой славы НГДУ.
- Награждён грамотами:[4]
  - 1958 — Почётной грамотой Татсовнархоза и Татоблсовпрофа,
  - 1959, 1960 — Почётной грамотой нефтепромысла № 1 НПУ «Альметьевнефть»,
  - 1962, 1968 — Почётной грамотой НПУ «Альметьевнефть»,
  - 1967, 1972, 1973 — Почётной грамотой прокатноремонтного цеха электропогружных установок и подземного ремонта скважин НГДУ «Альметьевнефть»,
  - 1968 — Почётной грамотой Министерства нефтедобывающей промышленности и ЦК профсоюза рабочих нефтяной, химической и газовой промышленности.